# ベツォルト効果

ベツォルト効果の実例。赤が白と組み合わさってより明るく、黒と組み合わさってより暗く見える。

ベツォルト効果（ベツォルトこうか、英: Bezold effect）は錯視の一種。ドイツの気象学者で、隣接する色との関係により色が異なるように見えることを発見したヴィルヘルム・フォン・ベツォルトにちなむ。フォン・ベゾルト効果、ベゾルド効果などとも呼ばれる。
小さな色の領域が点在しているときに起こる。空間混色と似たフォン・ベツォルト拡散効果と呼ばれる同化効果が得られる。
広い範囲で色が互いに隣接に配置され、色のコントラストが生じると反対の効果が観察される。